# سياسات صحية

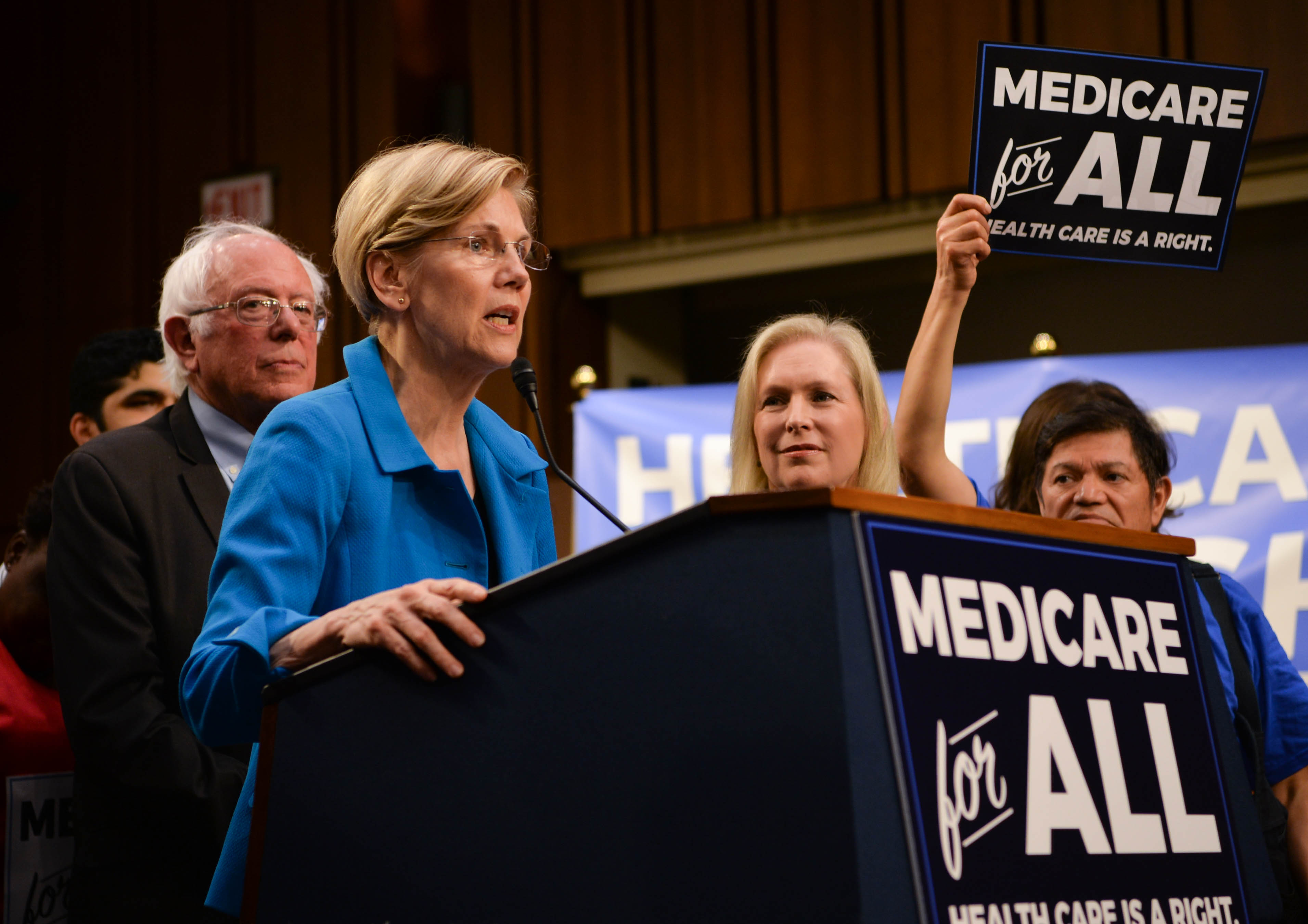
وارن الرعاية الطبية للجميع.

السياسات الصحية أو سياسات الصحة، مجال دراسة متعدد التخصصات يهتم بتحليل أثر السلطة الاجتماعية والسياسية على الحالة الصحية للأفراد.
لا تهتم السياسات الصحية، التي تتضمن وجهات نظر واسعة من علم الاجتماع الطبي إلى العلاقات الدولية، فقط بفهم السياسة كحكومة/حوكمة، ولكن أيضًا بالسياسة كمجتمع مدني وكعملية تنافس على السلطة. ترى أن هذا الفهم الأوسع للسياسة يحدث عبر مستويات المجتمع، بدءًا من الفرد وصولًا إلى المستوى العالمي. لا تتقيد سياسات الصحة بمجال معين من المجالات المجتمعية، مثل حكومة الدولة، بل تشكل عملية اجتماعية ديناميكية ومستمرة تحدث في كل مكان عبر مستويات المجتمع.

## الاحتجاجات الرئيسية

### دراسة غير سياسية للصحة والرعاية الصحية
تعدّ الطبيعة غير السياسية للصحة داخل الأوساط الأكاديمية والمهن الصحية والمجتمع، من القضايا الرئيسية التي تتعامل معها السياسات الصحية. يُنظر إليها- كمجال دراسة متعدد التخصصات- على أنها قيد البحث مع الأدبيات التي تركز على المحددات الاجتماعية والثقافية للصحة في ظل الافتقار إلى العوامل السياسية.
يمكن التوصل إلى فهم أفضل للحواجز المتعلقة بعدم المساواة وعدم الإنصاف في مجال الصحة، بدمج تحليلات السلطة الاجتماعية والسياسية في أنظمة الصحة والرعاية الصحية.
تُنتقد الصحة العامة لإضفاء الطابع المهني على أنظمة الصحة والرعاية الصحية إلى حد إبعادها عن المشاركة العامة، وينزع عنها التسييس في هذه العملية، ثم ينقلها لسلطة بعيدًا عن الهيئة العامة إلى مهنة الطب والصناعة، بحيث يمكنهم «تحديد ماهية الصحة، ومن ثم، إلى أي مدى تكون سياسيّة (أو- غالبًا- ليست كذلك)». تهدف السياسات الصحية إلى فهم التفاعل الفريد للسياسة ضمن مجال السياسة هذا لتحديد سياسات الصحة، من خلال الجمع بين العلوم السياسية ودراسة الصحة العامة.
«يُنظر إلى النظام السياسي عمومًا بين المهنيين في مجال الصحة العامة، على أنه غير قابل للمساس (سكة ثالثة): تجنب اللمس، حتى لا تحترق. تزود هذه السكة رغم ذلك القطار بالطاقة، لذا يعتمد تحقيق أهداف الصحة العامة على المشاركة المستدامة والبناءة بين الصحة العامة والنظم السياسية».
تعدّ مشاكل الصحة العامة وقضاياها هنا سياسيّةً بوضوح، إذ تدعم الحكومات الوطنية الهيئات والمنظمات الصحية، ما يجعل حلولها متساوية وسياسية في نفس الوقت. «إذا كانت الصحة العامة المجال الذي يشخص الأمراض الاجتماعية ويسعى إلى علاجها، فإن فهم الأسباب السياسية وحلول المشاكل الصحية يجب أن يكون جزءًا جوهريًا من هذا المجال».

## المفاهيم

### المهنيون في مجال الطب والصحة كوكلاء سياسيين
تعدّ عمليات التسليم والتخطيط والبحث في مجال الصحة والرعاية الصحية- في العصر الحديث للدول القومية- مشروعًا شديد الارتباط بالدولة. تعدّ البيروقراطية غالبًا في توفيرها وتنظيمها في جميع أنحاء البلدان في العالم، من أكثر الأنشطة المركزية للفاعلين الحكوميين والسياسيين. تتقاطع السياسات الصحية مع العديد من القضايا الاجتماعية والأخلاقية والثقافية الحاسمة وكذلك القضايا الحساسة التي تواجهها المجتمعات والتي تشكل صحة ورفاهية الجميع.
يمكن اعتبار المهنيين في مجال الطب والصحة بسبب ذلك، وكلاء سياسيين كجسر بين العلوم الطبية والمجتمع. وتتخذ هذه الوكالة مكانها، من خلال الامتثال أو الانحراف (مثل الاحتجاج على سياسة الحكومة)، وخلق مشاهد فريدة للسياسات الصحية، وتوفير منظور في السلطة السياسية يتجاوز الدولة.

### المحددات السياسية للصحة
تمثل المحددات السياسية للصحة، إطار عمل مفاهيمي يصور العوامل السياسية التي تشكل صحة الناس ورفاههم وتتحكم فيها، كما يؤطرها. يؤدي ذلك إلى إضفاء علم الاجتماع على مجالات مثل الطب، أي معاملته كعلم اجتماعي بقدر ما هو علم تطبيقي لفهم طبيعته السياسية.
تشكل في هذا السياق نقد للمحددات الاجتماعية للصحة في فشلها الملحوظ عند دمج العوامل السياسية في إطارها أو في وجود تصور محدود لما يمكن أن تنطوي عليه السياسة. توضح المحددات السياسية للصحة، أن السياسة ليست مجرد عملية مؤسسية، تركز فيها الحكومة على الفرد. يمكن النظر إلى السياسة بدلًا من ذلك، على أنها نزاع متعدد الأوجه للسلطة الاجتماعية (مثل القدرة على إحداث تغيير على شخص آخر) والتي تتخذ مكانها في جميع المحددات الاجتماعية للصحة. إذا أخذنا بالاعتبار أهمية الوكالات الحكومية والسياسة، فإن رؤية التنافس السياسي والسياسات كقوة تعمل عبر مستويات التحليل أيضًا، تتيح البحث عن سبب الأسباب.
وُضعت المحددات السياسية للصحة مع المحددات الاجتماعية لها، مع الإقرار بأن العمليات السياسية والتنافس على السلطة يشكلان ظاهرة اجتماعية فريدة تتطلب تصورًا واضحًا لتقدير تأثيرها على الصحة والرعاية الصحية. تشجع، بدلًا من التوقف عند المحددات الاجتماعية مثل التوجه الجنسي أو المستوى التعليمي أو انعدام الأمن الغذائي، على الاستكشاف الواضح لأسباب هذه المحددات مثل فشل السوق النيوليبرالية، أو رهاب المثلية، أو الفقر.

## التصورات

### السياسات الصحية المقارنة
تتأثر السياسات الصحية المقارنة بالسياسة المقارنة، التي تعد مجال فرعي رئيسي للسياسة. تركز على تفاعلات السياسات الصحية داخل بلد ما أو مقارنة البلدان، على عكس السياسات الصحية الدولية. يستكشف مجال الدراسة هذا كيف تؤثر الثقافة السياسية والعلاقات الطبقية والموارد الاقتصادية على تنفيذ السياسة الصحية والمحددات الاجتماعية الأوسع للصحة، والتي غالبًا ما تتخذ شكل دراسات الحالة المقارنة.

### سياسات الصحة العالمية
تهتم سياسة الصحة العالمية بالفضاء الحكومي وخارج النطاق الحكومي للسياسات الصحية على المستوى العالمي. تعرّف فضاء الدول القومية على أنه ضبابي بشكل متزايد، من خلال عمليات مثل العولمة مثلًا، مما يجعل التمييز بين السياسات الصحية المحلية والدولية غير حساس لتغيير السياقات السياسية بشكل متزايد.

### السياسات الصحية لمجتمع الميم
يمتلك مجتمع الميم أو مجتمع الأقليات الجنسية والجندرية، عبر تاريخ معقد وحالة تمييز مستمرة، مجال فرعي للسياسات الصحية. يتأثر الوضع الصحي للأقليات الجنسية والجندرية بشدة بالسياسات الموجودة في أي وقت وموقع جيوسياسي، وقد تأثر بدءًا من أعمال شغب ستونوول وصولًا إلى السياسات المتعلقة بفيروس نقص المناعة البشرية.

### السياسات الصحية الماركسية
تركز السياسة الصحية الماركسية، باستخدام نظريات ماركس والباحثين الماركسيين، على الصراع الطبقي وإخفاقات الرأسمالية والعمليات الرأسمالية والفاعلين في استمرار التفاوتات الصحية وعدم الإنصاف.
«إننا لا ندرك سوى رأس المال المادي، ولا نعرف شيئًا عن رأس المال البشري. يصبح اقتصاد الناس، ضمن منظومة اقتصاد رأسمالي بالكامل، حيث تُعتبر خسارة الأرواح البشرية خسارة شخصية للأسرة فقط وليست خسارة اقتصادية للمجتمع، غير ضروري على الإطلاق».

### علم الأوبئة السياسي
يتأثر هذا المجال متعدد التخصصات بعلم الأوبئة، من خلال إنشاء دراسة علمية للعوامل السياسية التي تؤثر على صحة البشر والتي تشكلها. تعد ذات اعتماد مميز على منهجية العلوم الطبيعية من خلال نهج إيجابي، يتضمن منهجية مثل التحليل الإحصائي أو دراسات الحالة.